# Epigrama

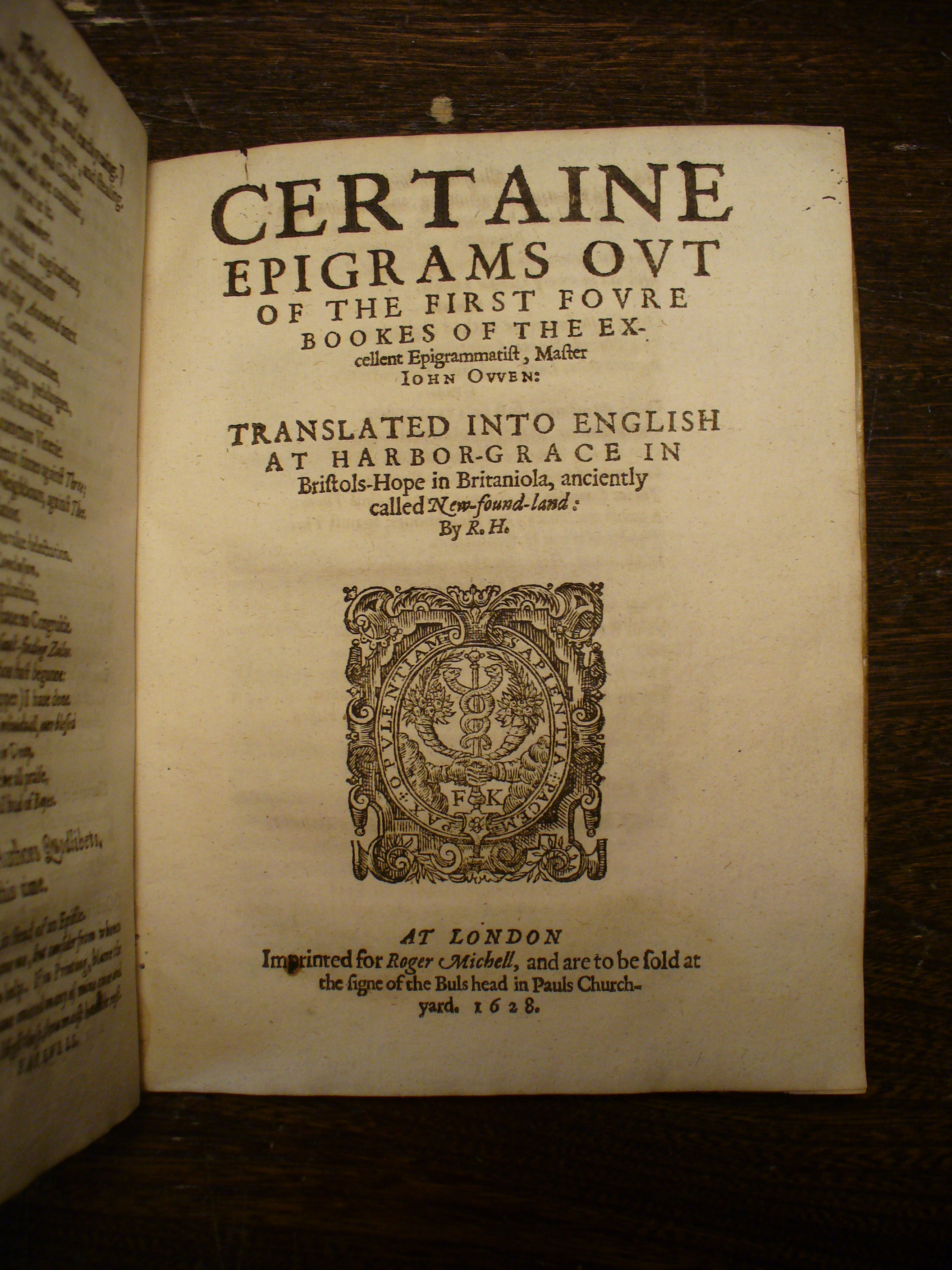
El libro Quodlibets de Robert Hayman, de 1628, dedica gran parte de su texto a los epigramas.

El epigrama (del griego antiguo ἐπί-γράφω: literalmente, 'sobreescribir' o 'escribir encima') es una composición poética breve que expresa un solo pensamiento principal, festivo o satírico, de forma ingeniosa.

## Historia y características
Se pueden rastrear las raíces del género hasta muy atrás, en la lírica arcaica, no por nada incluye Meleagro en su Corona o Guirnalda a Arquíloco y a Semónides de Amorgos, aunque es más propio hablar del epigrama como un género netamente helenístico, pues caracteriza, tanto por su contenido como por su extensión y por su forma, a esa época. Los epigramas helenísticos constituyen un verdadero crisol de aquellas sociedades, vemos desfilar a heteras, navegantes, carpinteros, tejedoras con su vida simple y ardua, también al amor heterosexual y lésbico, las fiestas, la religiosidad, el cortejo, la sexualidad, la inocencia, las artes plásticas, la crítica literaria, hasta las mascotas; todo esto, pasado por el filtro de erudición y cultura (pues portadores de tales eran los poetas). En resumen, producen testimonios diversos, bellos y muy vívidos de las principales preocupaciones del hombre helenístico.
El epigrama se creó en la Grecia clásica y, como su nombre indica en griego, era una inscripción que se ponía sobre un objeto, que podía ser un exvoto, un regalo, una estatua o una tumba; los epigramas sobre las tumbas formaron clase aparte y se denominaron epitafios o, si solo se cantaban, epicedios, por lo que el vocablo pasó a designar el poema ingenioso que poseía la calidad de ser breve para poder pasar por rótulo o inscripción. La mayoría de los epigramas griegos puede encontrarse en las llamadas Antología Palatina, Antología de Planudes y Antología de Céfalas.
Poseen entre dos y doce versos en dísticos elegíacos, pero lo normal son dos o cuatro versos, entre uno y dos dísticos. El epigrama más largo alcanza los veintiocho, y fue obra de un poeta bizantino tardío, Agatías. En sus inicios, el epigrama no iba enfocado necesariamente hacia un final ingenioso. Pero este final fue solicitándose cada vez más hasta que caracteriza ya al género en tiempos del hispanorromano Marcial.
Por su extensión, el epigrama se ve obligado a la concentración expresiva, a la concisión y la densidad, a un lenguaje pregnante y alusivo. abunda la acumulación correlativa, la anáfora, la amplificación, la antítesis, el énfasis, la epanadiplosis, el paralelismo, el quiasmo, la hipérbole, etc. Esta extrema elaboración formal llegó incluso en época tardía a la isopsefía, con la que se calculaba, incluso, el número de las letras.
Tras los griegos, destacaron en la composición de epigramas los romanos, singularmente Catulo y Marco Valerio Marcial.
En sus Poetices libri septem (Lyon, 1561), el humanista Giulio Cesare Scaligero define el epigrama como:

Poema breve cum simplici cuiuspiam rei, vel personae, vel factis indicatione; aut ex propositis aliquid deducens.
(III, 126)

Y establece para él dos características definitivas: «brevĭtas et argutĭa» (brevedad y argucia). En la literatura barroca española el epigrama fue muy utilizado al ser una forma apropiada para la exhibición cortesana del ingenio. El escritor conceptista barroco Baltasar Gracián, en su obra Agudeza y arte de ingenio (1648), realiza un estudio y antología de epigramas escritos en castellano y latín. También el jesuita Joseph Morell en Poesías selectas de varios autores latinos (Tarragona, 1684) hizo una excelente antología. Durante el siglo XVIII el género no decayó, como hubiera podido esperarse, sino que tomó una intención menos cortesana y más educativa y moral. Autores de la Ilustración como León de Arroyal compusieron libros de epigramas y lo definieron como:

Un juego artificioso de voces, con que suele encubrir un concepto las más veces popular, terminando un pensamiento, al parecer ordinario, con una agudeza picante, activa y espirituosa.

Por otra parte, y siempre según el prólogo de Arroyal a sus Epigramas (1784), la belleza del epigrama consistiría en dos virtudes fundamentales:

La una es un cierto retorno, o juego de voces, que deleiten el oído; y la otra, que es la más principal, la brevedad, novedad, agudeza o elevación del pensamiento, que sorprenda gustosamente el ánimo.

Y, dentro del mismo siglo XVIII, Juan de Iriarte lo definió usando la misma forma del epigrama:

A la abeja semejante,
para que cause placer,
el epigrama ha de ser
pequeño, dulce y punzante.

Posteriormente, algunas formas literarias, como el artículo breve de prensa, las greguerías de Ramón Gómez de la Serna o los membretes de Oliverio Girondo se aproximan al género epigramático, así como las inscripciones anónimas populares en muros o retretes denominadas grafitos o pintadas, que desde las ruinas de Pompeya hasta la actualidad resultan una fuente inestimable sobre la opinión popular de una época. Algunas de estas inscripciones son recogidas por Pío Baroja en su obra Vitrina pintoresca o Camilo José Cela en su San Camilo 1936. A veces, en la lírica del siglo XX puede adoptar un tono elegiaco (Jaime Gil de Biedma) o forma de versos de amor, como es el caso de Epigramas, del sacerdote nicaragüense Ernesto Cardenal. Federico Carlos Sainz de Robles compuso además una historia del epigrama español en El epigrama español del siglo I al siglo XX (Madrid, 1946).
En otras naciones el epigrama fue cultivado con extraordinario acierto. En el Reino Unido, sobresalen John Donne, Jonathan Swift, Alexander Pope (creador en el siglo XVIII de una forma de pareado epigramático) y Oscar Wilde. En Francia destacan especialmente Voltaire y Nicolás Boileau. En Latinoamérica destaca Carrera Andrade con sus microgramas, concebidos como un epigrama desprendido del elemento subjetivo. En Alemania, G. E. Lessing. El epigrama también se encuentra en literaturas no occidentales, como la china y japonesa; en esta última puede decirse que el epigrama se encuentra emparentado con la forma poética conocida como haikú. Puede aplicarse el término a cualquier aforismo o dicho más o menos sentencioso, e incluso hasta a cierto tipo de narración hiperbreve.
En 2018, el productor de cine Pedro Alonso Pablos realizó una miniserie de dibujos animados titulada Epigramas del Doctor Pelayo, ofreciendo un repaso por la historia del epigrama como género literario y mencionando muchos de ellos. Esta obra utilizó imágenes del archivo de la Biblioteca Nacional de España.

## El epigramagriego

### Inicios
El epigrama griego en sus inicios eran inscripciones en monumentos conmemorativos a los muertos, también se encuentran en exvotos que recuerdan a los dioses. La primera inscripción que está firmada es de finales del siglo V a. C. y principios del IV a. C., corresponde a Símaco de Pella. Hay una de Ión de Samos en la inscripción de la estatua consagrada por Lisandro para conmemorar la captura de Atenas pero para que esta se encontrara pasó medio siglo, lo cual indica que el epigrama era un género menor. 

### El metro
El epigrama fue usado preeminentemente sobre tumbas como inscripciones en verso de extensión pequeña. Los primeros fueron hexámetros, ocasionalmente en yambos, ya que eran contemporáneos de los poemas homéricos, pero, ya desde el siglo VI a. C., hay testimonios de epigramas en metros variados. Posteriormente, tras las guerras médicas, se impuso el dístico elegíaco probablemente por influencia de la elegía, por lo que en el siglo IV se impuso este metro.
Empero, aunque hay una tendencia generalizante del epigrama como poema breve que se escribe en dísticos elegiacos, no se dejó nunca de escribir en otros metros, ya sea por la necesidad de mencionar nombres no adaptables a la métrica dactílica, o por virtuosismo. 
El libro XIII del manuscrito palatino que clasifica temáticamente a los epigramas, recoge lo que se denomina por la tradición como curiosidades métricas, es decir, son epigramas que están en esquemas métricos no usuales. Son treinta y un epigramas en diversos metros, por lo que se trata de una recopilación tomada de un manual de métrica probablemente.

### Época helenística
En el periodo helenístico, es decir, a lo largo del siglo IV a. C, las inscripciones epigramáticas siguen dándose como grabaciones en piedra, pero también pasan definitivamente al papel, volviéndose así un género literario más.
En tanto que comienza a escribirse, el epigrama adquiere importancia debido a que fue un medio usual que denotaba los triunfos militares y los logros no solo de individuos sino también de naciones enteras. Dicho gusto por sentar la gloria de hechos que son memorables es rastreable desde el siglo V a. C. luego de las guerras médicas. Por ejemplo, Simónides hizo un epigrama a los caídos en las Termópilas.
Hay poca producción de inscripciones sobre tumbas, a más que normalmente los poetas son anónimos. La elegía simposíaca y amorosa influye en el epigrama, y en el siglo IV a. C. ya hay epigramas de corte erótico-simposiaco.
Todos los poetas importantes que escribieron epigramas son del siglo III a. C., pero el primer autor llamado ‘poeta epigramático’ (del griego ἐπιγραμματοποιός) fue Posidipo de Pela, quien tiene una inscripción del 263 o 262 a. C. Sin embargo este género literario atrajo de igual manera a personas poderosas, y el patronazgo sobre los creadores fue muy común, por lo que los poetas encontraron en estos poemas medios de alabar a los grandes patrones, incrementando así el estatus de los epigramistas. En este caso están, por ejemplo, el mismo Posidipo y su colega Asclepiades, quienes gozan de cierto prestigio en este ámbito. Pues, los reyes y cortesanos deseosos de dejar un recuerdo claro de sus hazañas, atraían a los poetas más destacados, floreciendo el epigrama y el epigramista.
En cuanto a los temas, sobresalen los atemáticos o de ofrenda, epitimbios o funerarios y epidícticos o de descripción. Los votivos en su origen estaban compuestos para ser grabados como leyendas explicativas junto al exvoto, pero luego se fueron convirtiendo en ejercicios literarios de carácter dedicatorio. De igual modo, en conjunto con estos temas, surgió el epigrama amatorio, categoría que incluye desde lo sensual o sentimental a lo puramente erótico e incluso obsceno. También aparecerán los temas satíricos, que llegarán a su culminación ya en época imperial de la mano de Lucilio y Nicarco, en el ámbito griego, y de Marcial, en el latino.

### Escuelas epigramáticas
Debido a que son muchos los orígenes, los temas, los poetas y claramente los estilos de los epigramas, es que se habla de escuelas del epigrama. Para esto suele adjudicarse como principio una división esencialmente geográfica de los autores.

#### 1. Escueladórico-peloponésica-occidental
Las características de esta escuela a grandes rasgos serían la traslación social del epigrama desde las alturas heroicas y aristocráticas de la época clásica hacía las medianías proletarias y artesanas, la búsqueda de los mundos más íntimos como los femeninos, los infantiles, e incluso el animal, así como un gusto por la paz de la naturaleza, todo ello incluido de un sentimentalismo profundo y pudoroso paradójicamente expresado en una lengua artificial barroca, teatral y afiligranada.
Comprende a los peloponesios:
- Ánite
- Mnasalces,
- Páncrates
- y quizá a Damageto

La magna Grecia influenciada ya por las culturas itálicas comprende a: 
- Nóside
- Leónidas
- Teodóridas
- Fanias
- y Mosco.

Entre las islas dóricas del mar Egeo están:
- Filitas
- Nicias
- y el siracusano Teócrito

En Rodas:
- Antágoras
- Simias
- y Aristódico

En Creta:
- Riano

En la hélade central y septentrional están:
- Faleco
- Perses
- Alejandro

y los poetas vinculados a Macedonia son:
- Alceo
- y Samio

#### 2. Escuelajónico-egipcia
Es considerada por algunos como superior. Se caracteriza por la extrema contención verbal y estilística, vuelta a lo lapidario y rotundo, más tratando temas refinados y sutiles llenos de amor, convite, pasiones, elitismo social y cosmopolitismo con resabios a corrientes epicúreas  y hedonistas.
En ella figuran poetas del Asia menor como:
- Hegemón
- Duris
- Arato
- Asclepíades
- Hédilo
- Nicéneto
- Menécrates
- Fédimo
- Diótimo
- Nicandro de Colofón
- Heráclito
- y Timnes,

Junto a ellos estará la corte de extranjeros africanos que acudieron a Alejandría en busca del patronazgo de los reyes: 
- Teeteto
- Posidipo
- Calímaco
- Glauco
- Dioscórides
- y Zenódoto

#### 3. Escuelasirio-fenicia
Escuela que florece en las postrimerías del siglo II a. C. y comienzos del siglo I a. C. La retórica penetra en una medida creciente, empiezan a difuminar en el epigrama las figuras musicales y de pensamiento. Los representantes son tres:
- Antípatro de Sidón
- Melegaro de Gádara
- y Filodemo de Gádara.

### Las colecciones epigramáticas
La mayoría de los epigramas griegos que se conocen han llegado fundamentalmente a través de dos manuscritos. El más importante en tanto al número de poemas que recoge se conoce como Palatinus Heidelbergensis Graecus 23, está datado en torno al siglo X y es una antología heterogénea de epigramas de autoría desconocida. El otro es una recopilación de epigramas que fue hecha por el monje bizantino Máximo Planudes, es el manuscrito Marcianus Graecus 481, datado a comienzos del siglo XIV.
Sin embargo, en el periodo helenístico eran populares las colecciones de epigramas en forma de libros como la de Meleagro de Gádara, la cual es fechada alrededor del año 70 con el título de “Corona” y que se hallaba en orden alfabético. Le siguió otra colección, obra de Filipo de Tesalónica que sigue la idea anterior y que data del año 40 d. C. 
En la época siguiente se tiene noticias sobre varias colecciones como la de Agatias, la cual conectaba los epigramas que surgieron a partir de la revitalización del género a finales del siglo VI d. C.
Actualmente, los epigramas proceden de ediciones como la Antología Griega que está compuesta de dos colecciones: la Antología Palatina que data de los años 930 a 980 de nuestra era y que es llamada así por el duque del palatino que patrocinó su edición en el siglo XVII; y la Antología Planudea dividida en siete libros, que es creación de Máximo Planudes, un escriba bizantino del año 1301. Tan solo trescientos ochenta y ocho epigramas nos son conocidos exclusivamente por el manuscrito de Planudes y éstos tradicionalmente vienen editándose a modo de apéndice como libro XVI de la Antología Palatina.

### Trascendencia
De manera muy temprana los poetas latinos se inspiraron en la epigramática griega para sus composiciones. Autores como Catulo, Horacio, Propercio, Tibulo, Ovidio, y Marcial, quien es el epigramista por excelencia del mundo antiguo, aprovecharon el tan vasto caudal de temas y la riqueza de juegos expresivos que ofrecen los epigramas griegos. Hacen imitaciones directas como es el caso de Horacio, Propercio y Marcial, o hacen uso de temas, motivos y expresivas imágenes como en Tibulo.
La epigramática griega en general es un modelo y una fuente de inspiración incluso para prosistas y autores griegos y latinos de épocas posteriores, quienes recurren a éstos para ejemplificación de algún punto, tal como lo hacen autores como Diodoro Sículo, Suetonio, Estrabón, Plutarco, Diógenes Laercio, Ateneo y de otros más tardíos como Clemente de Alejandría y Draconcio. 
Otra gran influencia de los epigramas griegos se da en la obra de Lope de Vega, autor español del Renacimiento y del Siglo de Oro.
En México y otros países de América Latina, el epigrama fue un género periodístico en sí mismo durante la segunda mitad del siglo XX. Era común que en periódicos y revistas de análisis incluir versos satíricos sobre las noticias más notables del momento.

## Ejemplos de epigramas
El Marqués y su mujer

El Marqués y su mujer
están contentos los dos;
ella se fue a ver a Dios
y a él le vino Dios a ver.
Atribuido a don Álvaro Cubillo de Aragón, siglo XVII

El señor don Juan de Robres,
con caridad sin igual,
hizo este santo hospital...
y también hizo los pobres.
Juan de Iriarte, siglo XVIII

DE VITA BEATA
En un viejo país ineficiente,
algo así como España entre dos guerras
civiles, en un pueblo junto al mar,
poseer una casa y poca hacienda
y memoria ninguna. No leer,
no sufrir, no escribir, no pagar cuentas,
y vivir como un noble arruinado
entre las ruinas de mi inteligencia
Jaime Gil de Biedma, siglo XX

Elogio fúnebre

Reservas tus elogios para los muertos,
jamás aprecias a un poeta vivo.
Discúlpame, prefiero seguir viviendo
a tener tu alabanza.
Marco Valerio Marcial, siglo I

La buena tierra

Preguntas qué me da mi parcela en una tierra tan distante de Roma.
Da una cosecha que no tiene precio:

el placer de no verte
Marco Valerio Marcial, siglo I

Con todo respeto para Doña Margarita Maza de Juárez, esposa del Benemérito de las Américas Don Benito Juárez García 

Tuvo suerte Margarita

como persona interpósita,

pues Juárez la encontró expósita

pero la volvió esposita
Salvador Novo, Clío TV, México, 2017